# Брагин, Яков Степанович
Яков Степанович Брагин (8 августа 1926 — 20 сентября 2018) — советский механизатор, Герой Социалистического Труда (1967), один из первых целинников. Член КПСС с 1965 года.

## Биография
Родился в селе Ставрополка Кокчетавского уезда (ныне — район имени Габита Мусрепова Северо-Казахстанской области Казахстана).
В 17 лет добровольно ушел на фронт, воевал в Эстонии, Латвии, Литве, Восточной Пруссии, Польше, принимал участие в освобождении земель СССР от немецко-фашистских захватчиков.
С 1948 года работал водителем комбайна в колхозе имени Карла Маркса МТС Атбасарского района.
Указом Президиума Верховного Совета СССР от 19 апреля 1967 года за достигнутые успехи в увеличении производства и заготовок зерна в 1966 году Якову Степановичу Брагину присвоено звание Героя Социалистического Труда с вручением ордена Ленина и золотой медали «Серп и Молот».
С 1987 года — персональный пенсионер союзного значения. Жил в Атбасарском районе Целиноградской области. В 2002 году переехал к сыну в Астану.
Скончался 20 сентября 2018 года. Похоронен на Центральном городском кладбище Астаны.
Награждён орденами Отечественной войны I и II степени, Красной Звезды.